# 解放军战役战斗列表
解放军战役战斗列表记录了1927年8月1日南昌起义以来，中国共产党领导的工农红军、八路军、新四军、解放军、志愿军等参与的战役战斗。包括国共内战、抗日战争、抗美援朝战争，中印、中苏、中越边境战争等。

## 国共内战

### 第一次國共內戰

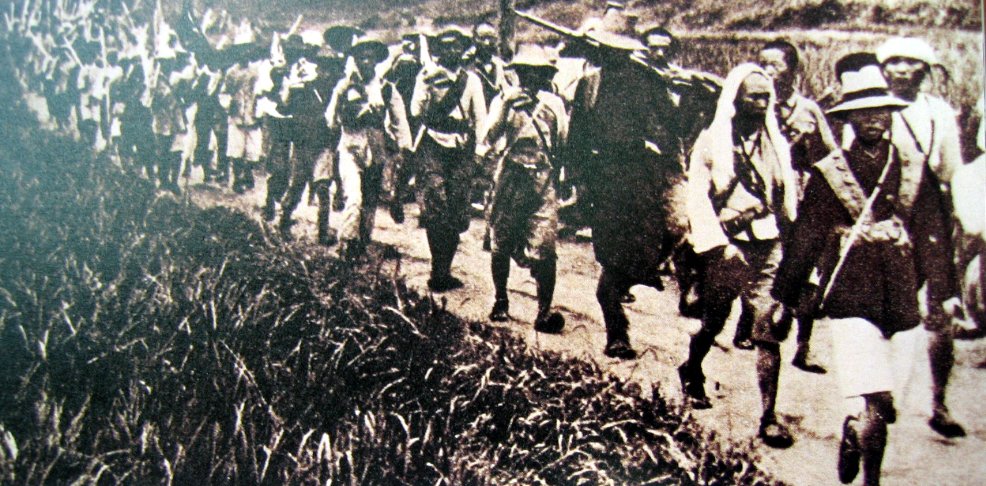
1930年第一次反圍剿戰爭

- 1927年8月1日，贺龙、叶挺领导南昌起義：- 潮安汕頭戰鬥（9月23日至30日）- 揭陽戰鬥（9月26日至30日）
- 1927年9月9日，毛泽东领导秋收起义[2]。
- 1927年12月11日，张太雷发动广州起义。
- 1928年1月12日，朱德领导湘南暴动。
- 1930年11月至1931年1月，第一次反围剿战争：龙冈战斗（12月28日）- 东韶战斗（1月1至3日）
- 1931年4月至5月，第二次反围剿战争：第二次东固战斗（4月1日至5月18日）、广昌战斗（4月1日至5月27日）
- 1931年7月至9月，第三次反围剿战争：莲塘黄陂战斗、高兴墟战斗、老营盘战斗、方石岭战斗
- 1933年2月至3月,第四次反围剿战争：南丰战斗、霍源战斗
- 1933年12月至1934年10月，第五次反围剿战争

### 第二次國共內戰
- 前奏：
  - 1940年10月4日至7日，陈毅领导黄桥战役
  - 1945年国共冲突：上党战役（9月10日至10月12日）、津浦战役（10月15至12月14日）、平绥战役（10月18日12月4日）、平汉战役（10月24日至11月2日）、山海关阻击战（11月15日）
- 1946年3月至1947年3月第一阶段：
  - 中原：中原突围 · 出击陇海路战役 · 定陶戰役 · 巨野战役 · 鄄城战役 · 滑县战役 · 巨金鱼战役 · 豫皖边战役 · 豫北战役
  - 华北：晋北战役 · 大同集宁战役 · 同蒲战役 · 临浮战役 · 张家口战役 · 吕梁战役 · 汾考战役 · 保南战役 · 晋南战役 · 正太战役
  - 东北：第一次四平战役 · 第一次解放长春 · 本溪战役 · 第二次四平战役 · 临江战役 · 安東會戰（摩天嶺戰役－新开岭战役）
  - 华东：胶济路沿线战役 · 苏中战役 · 朝阳集战役 · 泗縣戰役 · 两淮战役 · 平度安丘战役 · 涟水战役 · 苏北战役 · 宿北战役 · 鲁南战役 · 莱芜战役 · 淮沭及李堡战役 · 泰蒙战役
- 1947年3月至1948年9月第二阶段：
  - 中原：鲁西南战役 · 豫西战役 · 豫皖苏战役 · 丁里長戰役 · 高山铺战役 · 伏牛山东麓战役 · 平汉-陇海铁路战役 · 洛阳战役 · 宛西战役 · 宛东战役 · 襄樊战役 · 郑州战役
  - 华北：青沧战役 · 第一次保北战役 · 清风店战役 · 石家庄战役 · 运城战役 · 临汾战役 · 察南绥东战役 · 冀热察战役 · 晋中战役 · 第二次保北战役 · 察绥战役 · 平津戰役 · 安新战役 · 萊陽战役 · 冀中穿心戰
  - 东北:第三次四平街會戰 · 东北1947年夏季战役 · 东北1947年秋季战役 · 东北1947年冬季战役 · 长春围困战 · 遼瀋戰役（锦州战役 - 塔山战役 - 黑山阻击战）
  - 华东：孟良崮戰役 · 南麻战役 · 临朐战役 · 土山集戰役 · 盐城东台战役 · 胶东战役 · 沙土集战役 · 李堡拼茶战役 · 盐南战役 · 胶济路西段战役 · 苏北战役 · 潍县战役 · 兖州战役 · 豫东战役 · 涟水战役 · 济南战役 · 淮海戰役（徐东阻击战-碾庄战役- 雙堆集戰役-陈官庄战役） · 荆门战役
  - 西北：陕北战役 · 第一次榆林战役 · 沙家店战役 · 延清战役 · 第二次榆林战役 · 宜瓦战役 · 西府陇东战役 · 澄合战役 · 西北1948年冬季战役 · 荔北战役

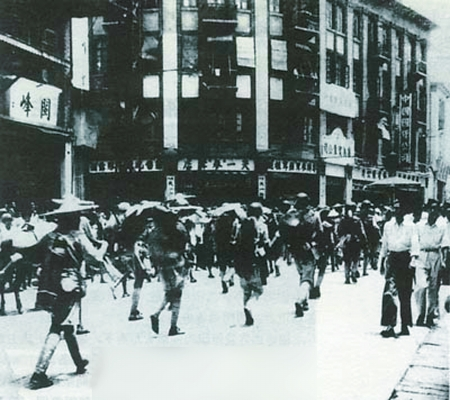
1949年解放軍佔領福州

- 1948年9月至1950年第三阶段：三大战役（辽沈战役、淮海战役、平津战役）
  - 华中、华东：渡江战役 · 上海戰役（月浦之戰） · 上海空战 · 長江突圍 · 宜沙战役 · 湘赣战役 · 青樹坪戰役 · 衡宝战役 · 赣西南战役 · 福州战役 · 漳州战役 · 厦门战役 · 金门戰役 · 舟山战役（登步岛战役－舟山撤退）
  - 华北、西北：太原戰役 · 扶眉战役 · 陕中战役 · 兰州战役 · 宁夏战役
  - 华南：广东战役 · 鄂西战役 · 广西战役
  - 西南：广西战役 · 南泉战役 · 西南战役（西南剿匪） · 成都战役 · 滇南战役 · 西昌战役 · 昌都战役
- 后续
  - 1955年：一江山岛战役
  - 1958年：
  - 1965年：八六海战、东引海战、崇武以东海战

## 抗日战争

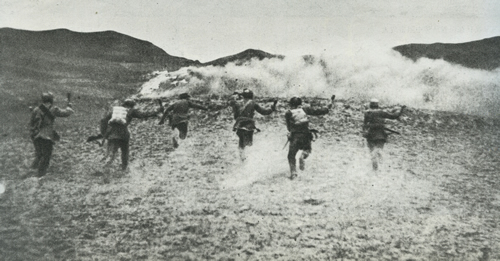
1942年抗日戰爭八路军358旅在田家会战斗向日军发起冲锋

### 八路军
115师：平型关战斗、广阳战斗、汾离公路三战三捷、陆房突围、梁山战斗、温塘战斗、町店战斗
120师：晋西北七城战役（1938年2月22日至4月1日）、晋西北1940年夏季战役（1940年6月8日至7月6日）、晋西北1940年冬季战役（1940年12月14日至1941年1月24日）、雁门关外战斗、齐会战斗、陈庄战斗、上下细腰涧战斗、百团大战、晋绥区1945年夏季战役
129师：晋东南1938年战役、晋东南1940年战役、广阳战斗（1937年11月4日）、阳明堡战斗、神头岭战斗、七亘村战斗、响堂铺战斗、长乐村战斗、百团大战（1940年8月）、关家垴战斗（1940年10月）、沁源围困战（1942年11月至1945年4月）
晋察冀军区主要战斗：晋察冀反八路围攻战役（1937年）、晋察冀1938年秋季战役、雁宿崖战斗、黄土岭战斗、晋察冀1941年秋季战役、冀中“五一”反扫荡战斗、晋察冀1944年对日攻势作战、晋察冀1945年春夏季战役
晋冀鲁豫军区：冀鲁豫1943年秋季战役、晋冀鲁豫1945年秋季战役、冀鲁豫1945年夏季战役、 冀鲁豫1944年夏季战役、晋冀鲁豫边区1944年对日大反攻
山东军区主要战斗：孙祖战斗、郯城战斗
太岳军区：太岳1943年秋季战役、沁源围困战

### 新四军
庐无战役（1938年） · 讨伐李长江战役（1941年） · 盐阜苏中战役（1941年） · 苏中反“清乡”斗争（1943年） · 淮海1943年夏季战役 · 新四军1944年攻势作战（车桥战役－华中1944年春夏攻势－华中1944年秋冬攻势） · 华中1945年春季作战 · 华中1945年夏季战役 · 豫南战役

### 第四次戰役

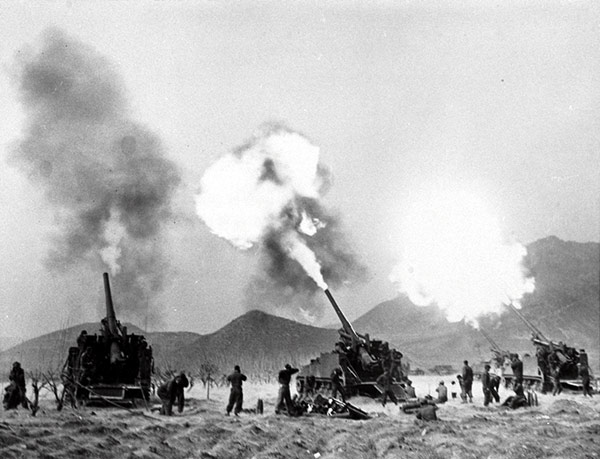
1951年美軍155mm自走砲在向汉城北部開火

## 朝鲜战争

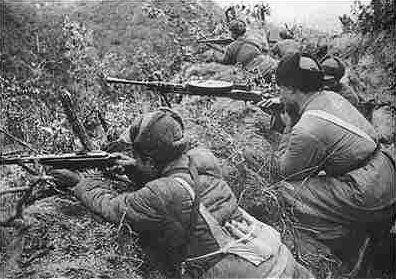
抗美援朝战争

### 第一次戰役
- 溫井戰鬥
- 雲山戰鬥

### 后续
- 朝鲜战争1951年夏秋季战役
- 上甘岭战役，1952年10月14日至11月25日
- 朝鲜战争1953年夏季战役
- 金城战役，1953年7月13日至27日

## 中苏边界冲突

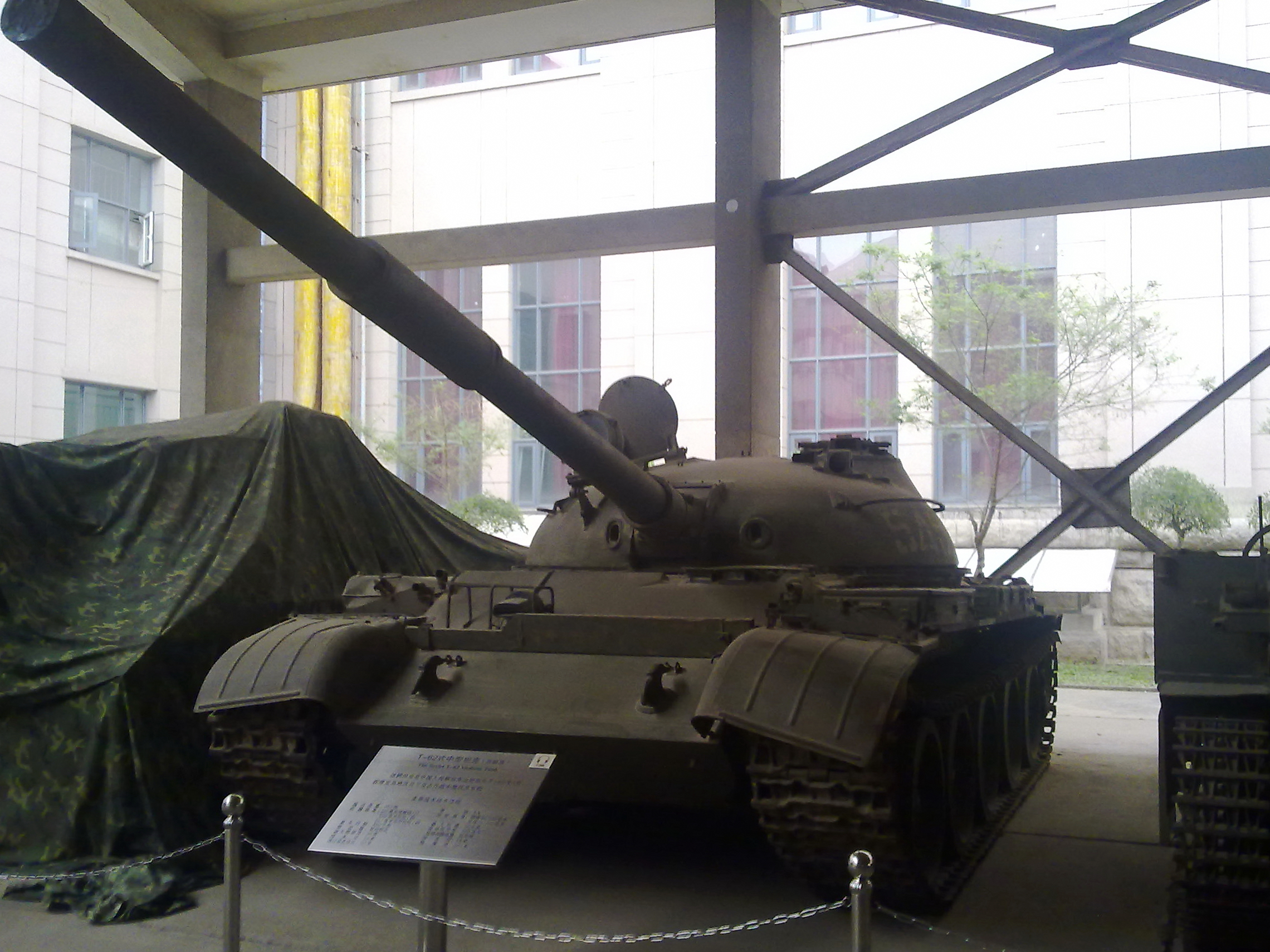
被解放军缴获的苏军T-62坦克陈列于中国人民革命军事博物馆。

- 1969年3月2日珍宝岛事件，中方29人阵亡，1人失踪，62人受伤[3]；苏方58人阵亡，94人受伤[4]。
- 1969年6月10日塔斯提事件，苏联方面6人死亡，数人负伤。中国军队无伤亡。
- 1969年7月8日八岔岛事件，苏联方面一只巡逻艇沉没，1人死亡，3人负伤。
- 1969年8月13日铁列克提事件，中国部队阵亡28人，被俘1人，后被遣返。苏联方面阵亡2人，伤10人。

## 中越战争

### 海战
- 1974年1月19日西沙之战，中方4艘战舰受损，18人阵亡，67人受伤；越方1艘扫雷舰沉没，53人阵亡，16人受伤，48人被俘。
- 1988年3月14日赤瓜礁海战，中方伤1人，越军死亡74人。[5]

### 陆战
- 1979年中越战争（1979年2月17日至3月16日），中方8,000人阵亡，近12,000人负伤[6]:114；越方30,000人阵亡、32,000 负伤[7]。
- 两山战役：1980年10月至1981年5月，张铚秀率昆明军区解放军收复罗家坪大山和扣林山，歼灭越军200余名[8]。1993年2月10日中央军事委员会命令解除老山地区防御作战任务，边防部队转入正常守卫。
  - 昆明军区（1984年2月至12月9日）中方阵亡776人；越方死伤6633人
  - 南京军区（1984年12月9日至1985年5月30日）中方阵亡63人，负伤123人；越方阵亡5527人，受伤140人，被俘17人
  - 济南军区（1985年5月30日至1986年4月30日）中方阵亡413人，负伤1721人；越方阵亡4000余人，受伤4390人，被俘10人
  - 兰州军区（1986年4月30日至1987年4月30日）中方阵亡149人，负伤892人；越方阵亡2440人，受伤4151人，被俘6人
  - 北京军区（1987年4月30日至1988年4月30日）中方阵亡172人，负伤63人；越方阵亡1580人，受伤1800人，被俘1人
  - 成都军区（1988年4月30日至1990年2月13日）中方阵亡26人，负伤215人；越方阵亡725人，受伤1062人